# Свети Йоан Предтеча (Байрактар махала)
„Свети Йоан Предтеча“ (на гръцки: Τιμίου Προδρόμου) е православна църква в сярско село Байрактар махала (Фламбуро), Егейска Македония, Гърция, енорийски храм на Сярската и Нигритска епархия на Вселенската патриаршия.
Църквата е изградена в центъра на селото в 1951 година и е осветена на 10 май 2008 година от митрополит Константин Серски и Нигритски. В 1980 година е добавен притвор и храмът е изписан.
В енорията влизат параклисите „Св. св. Константин и Елена“, „Света Ана“, „Света Параскева“, „Света Троица“ и „Успение Богородично“.